# Anna Bravo
Anna Bravo (* 1938 in Turin; † 8. Dezember 2019 ebenda) war eine italienische Historikerin, Universitätsdozentin, Feministin und Schriftstellerin.

## Leben
Anna Bravo wurde als Historikerin und Autorin über die Sozialgeschichte, das Wesen des Krieges und die Frauengeschichte bekannt. Sie arbeitete als Dozentin für Sozialgeschichte an der Universität Turin. In ihren Schriften behandelte sie unter anderem die Stellung von Frauen in der Kriegsgeschichte und in der Politik des 20. Jahrhunderts, die soziale Wirkung der 68er-Bewegung und die Möglichkeiten einer gewaltfreien Kultur.
Ihre politische Tätigkeit als Aktivistin widmete sie zunächst der Kommunistischen Partei Italiens und später der anarchistischen Provo-Bewegung sowie der linken Lotta Continua.
2018 erhielt Anna Bravo den italienischen Preis für Gewaltfreiheit Premio Nazionale Nonviolenza.

## Schriften
- La Repubblica partigiana dell’Alto Monferrato. Turin 1964.
- (Hrsg.): Donne e uomini nelle guerre mondiali. Editori Laterza, Rom, Bari 1991.
- In guerra senza armi. (mit Anna Maria Bruzzone). Editori Laterza, Rom, Bari 1995.
- Donne del '900. (mit Lucetta Scaraffia) 1999.
- Storia sociale delle donne. (mit Lucetta Scaraffia). Editori Laterza, Rom, Bari 2001.
- Il fotoromanzo. 2003.
- I Nuovi fili della memoria. Uomini e donne nella storia. (mit Anna Foa und Lucetta Scaraffia) Editori Laterza, Rom, Bari 2003
- La vita offesa. 2004.
- Sopravvissuti. (mit Liliana Picciotto Fargion) 2004.
- Comune di donna. Sindache in provincia di Bologna. 2004.
- La prima volta che ho votato. (mit Caterina Caravaggi und Teresa Mattei) 2006.
- A colpi di cuore. Il Sessantotto. Editori Laterza, Rom, Bari 2008.
- (Hrsg., mit Federico Cereja): Intervista a Primo Levi, ex deportato. Einaudi, 2011.
- La conta dei salvati. Editori Laterza, Rom, Bari 2013.
- Raccontare per la storia. Einaudi, 2014.